# Rhadinus turkestanicus
Rhadinus turkestanicus är en tvåvingeart som beskrevs av Pavel Lehr 1984. Rhadinus turkestanicus ingår i släktet Rhadinus och familjen rovflugor.
Artens utbredningsområde är Kazakstan. Inga underarter finns listade i Catalogue of Life.